# Chorsatz
Ein Chorsatz ist das Arrangement eines Liedes oder Gesangsstückes für mehrere gesungene Stimmen (siehe auch Mehrstimmigkeit). Der häufigste Fall ist dabei der vierstimmige Satz für gemischten Chor (SATB), sowie drei- oder vierstimmige Sätze für Chöre mit gleichen Stimmen (SSA, SSAA, TBarB, TTBB). Häufige Erweiterungen sind auch der achtstimmige Chorsatz (SSAATTBB) und der doppelchörige Satz (SATB/SATB).
Konkret muss der Arrangeur zu jedem Ton der Melodie Begleittöne finden, die zusammen in der Regel passende Akkorde ergeben, und die Begleittöne jeweils einer Stimme zuordnen. Zuweilen werden auch Dissonanzen gesetzt, die sich oft in eine Konsonanz auflösen.
Der Begriff bezeichnet sowohl die Art des Tonsatzes als auch einzelne konkrete Musikstücke, die für Chor gesetzt sind.